# Kedungpancing
Kedungpancing is een bestuurslaag in het regentschap Pati van de provincie Midden-Java, Indonesië. Kedungpancing telt 677 inwoners (volkstelling 2010).